# ريس هاتشينسون
ريس هاتشينسون (بالإنجليزية: Reece Hutchinson)‏ هو لاعب كرة قدم بريطاني في مركز ظهير ‏، ولد في 14 أبريل 2000 في برمنغهام في المملكة المتحدة. لعب مع نادي بيرتن ألبيون.